# Speedcubing-Weltmeisterschaften 2013
Die 7. Speedcubing-Weltmeisterschaften wurden vom 26. bis 28. Juli 2013 im Riviera Hotel in Winchester ausgetragen. 580 Teilnehmer aus 35 Ländern traten in 17 Disziplinen an.

## Weltrekorde
Folgende Weltrekorde wurden in diesem Turnier aufgestellt:
- Evan Liu in der Disziplin Clock; 6,79 Sekunden (Durchschnitt)
- Kevin Hays in der Disziplin 7×7×7; 2 Minuten 54,77 Sekunden (Durchschnitt)
- Marcell Endrey in der Disziplin 5×5×5 Blind; 6:06,41 Sekunden (Einzelergebnis)
- Marcell Endrey in der Disziplin 5×5×5 Blind; 7 Minuten 0,77 Sekunden (Durchschnitt)

## Ergebnisse
Im Folgenden sind die ersten drei Plätze in den jeweiligen Disziplinen aufgelistet (Das entscheidende Ergebnis ist fett hervorgehoben):

### 3×3×3
| Platz | Teilnehmer      | Durchschnittszeit in Sekunden | Zeiten aller Lösungsversuche in Sekunden | Zeiten aller Lösungsversuche in Sekunden | Zeiten aller Lösungsversuche in Sekunden | Zeiten aller Lösungsversuche in Sekunden | Zeiten aller Lösungsversuche in Sekunden |
| ----- | --------------- | ----------------------------- | ---------------------------------------- | ---------------------------------------- | ---------------------------------------- | ---------------------------------------- | ---------------------------------------- |
| 1.    | Feliks Zemdegs  | 8,18                          | 8,39                                     | 7,95                                     | 8,21                                     | 7,36                                     | 9,12                                     |
| 2.    | Mats Valk       | 8,65                          | 8,81                                     | 9,52                                     | 7,61                                     | 7,31                                     | 9,76                                     |
| 3.    | Sebastian Weyer | 8,86                          | 7,88                                     | 9,39                                     | 7,62                                     | 9,72                                     | 9,30                                     |

### 2×2×2
| Platz | Teilnehmer        | Durchschnittszeit in Sekunden | Zeiten aller Lösungsversuche Sekunden | Zeiten aller Lösungsversuche Sekunden | Zeiten aller Lösungsversuche Sekunden | Zeiten aller Lösungsversuche Sekunden | Zeiten aller Lösungsversuche Sekunden |
| ----- | ----------------- | ----------------------------- | ------------------------------------- | ------------------------------------- | ------------------------------------- | ------------------------------------- | ------------------------------------- |
| 1.    | Cameron Stollery  | 2,55                          | 2,36                                  | 2,31                                  | 2,85                                  | 4,60                                  | 2,43                                  |
| 2.    | Michał Pleskowicz | 2,77                          | 2,83                                  | 5,00                                  | 2,57                                  | 2,54                                  | 2,91                                  |
| 3.    | Mats Valk         | 2,80                          | 3,31                                  | 2,78                                  | 3,00                                  | 2,61                                  | 2,46                                  |

### 4×4×4
| Platz | Teilnehmer      | Durchschnittszeit in Sekunden | Zeiten aller Lösungsversuche in Sekunden | Zeiten aller Lösungsversuche in Sekunden | Zeiten aller Lösungsversuche in Sekunden | Zeiten aller Lösungsversuche in Sekunden | Zeiten aller Lösungsversuche in Sekunden |
| ----- | --------------- | ----------------------------- | ---------------------------------------- | ---------------------------------------- | ---------------------------------------- | ---------------------------------------- | ---------------------------------------- |
| 1.    | Feliks Zemdegs  | 31,76                         | 32,55                                    | 30,77                                    | 30,74                                    | 3,87                                     | 31,95                                    |
| 2.    | Sebastian Weyer | 32,92                         | 32,04                                    | 32,92                                    | 29,48                                    | 35,91                                    | 33,80                                    |
| 3.    | Mats Valk       | 34,88                         | 33,07                                    | 37,57                                    | 36,61                                    | 34,97                                    | 31,29                                    |

### 5×5×5
| Platz | Teilnehmer     | Durchschnittszeit in Minuten:Sekunden | Zeiten aller Lösungsversuche in Minuten:Sekunden | Zeiten aller Lösungsversuche in Minuten:Sekunden | Zeiten aller Lösungsversuche in Minuten:Sekunden | Zeiten aller Lösungsversuche in Minuten:Sekunden | Zeiten aller Lösungsversuche in Minuten:Sekunden |
| ----- | -------------- | ------------------------------------- | ------------------------------------------------ | ------------------------------------------------ | ------------------------------------------------ | ------------------------------------------------ | ------------------------------------------------ |
| 1.    | Kevin Hays     | 1:01,81                               | 1:01,43                                          | 1:01,64                                          | 1:10,17                                          | 1:00,53                                          | 1:02,35                                          |
| 2.    | Feliks Zemdegs | 1:02,90                               | 1:00,38                                          | 1:05,67                                          | 1:02,65                                          | 1:00,07                                          | 1:13,52                                          |
| 3.    | Jong-Ho Jeong  | 1:09,86                               | 1:06,95                                          | 1:24,61                                          | 1:05,91                                          | 1:12,32                                          | 1:10,32                                          |

### 6×6×6
| Platz | Teilnehmer     | Durchschnittszeit in Minuten:Sekunden | Zeiten aller Lösungsversuche in Minuten:Sekunden | Zeiten aller Lösungsversuche in Minuten:Sekunden | Zeiten aller Lösungsversuche in Minuten:Sekunden |
| ----- | -------------- | ------------------------------------- | ------------------------------------------------ | ------------------------------------------------ | ------------------------------------------------ |
| 1.    | Kevin Hays     | 1:56,14                               | 1:52,92                                          | 2:03,09                                          | 1:52,42                                          |
| 2.    | Yi Seung-Woo   | 2:10,61                               | 2:03,99                                          | 2:09,76                                          | 2:18,09                                          |
| 3.    | Michał Halczuk | 2:19,02                               | 2:44,20                                          | 2:01,30                                          | 2:11,55                                          |

### 7×7×7
| Platz | Teilnehmer     | Durchschnittszeit in Minuten:Sekunden | Zeiten aller Lösungsversuche in Minuten:Sekunden | Zeiten aller Lösungsversuche in Minuten:Sekunden | Zeiten aller Lösungsversuche in Minuten:Sekunden |
| ----- | -------------- | ------------------------------------- | ------------------------------------------------ | ------------------------------------------------ | ------------------------------------------------ |
| 1.    | Kevin Hays     | 2:54,77                               | 2:42,80                                          | 2:56,39                                          | 3:05,13                                          |
| 2.    | Bence Barát    | 2:59,40                               | 3:04,07                                          | 3:05,58                                          | 2:48,55                                          |
| 3.    | Feliks Zemdegs | 3:00,35                               | 3:07,37                                          | 2:55,44                                          | 2:58,24                                          |

### 3×3×3 Blind
| Platz | Teilnehmer                        | Durchschnittszeit in Sekunden | Zeiten aller Lösungsversuche in Sekunden | Zeiten aller Lösungsversuche in Sekunden | Zeiten aller Lösungsversuche in Sekunden |
| ----- | --------------------------------- | ----------------------------- | ---------------------------------------- | ---------------------------------------- | ---------------------------------------- |
| 1.    | Marcell Endrey                    | 33,56                         | 34,28                                    | 29,93                                    | 36,46                                    |
| 2.    | Gabriel Alejandro Orozco Casillas | DNF                           | 33,74                                    | DNF                                      | DNF                                      |
| 3.    | Marcin Zalewski                   | DNF                           | 34,18                                    | DNF                                      | DNF                                      |

### 3×3×3Fewest Moves
| Platz | Teilnehmer          | Ergebnisse | Ergebnisse |
| ----- | ------------------- | ---------- | ---------- |
| 1.    | Steven Xu           | 25         | DNF        |
| 2.    | Devin Corr-Robinett | 26         | DNS        |
| 2.    | Sébastien Auroux    | 29         | 26         |

### 3×3×3 einhändig
| Platz | Teilnehmer        | Durchschnittszeit in Sekunden | Zeiten aller Lösungsversuche in Sekunden | Zeiten aller Lösungsversuche in Sekunden | Zeiten aller Lösungsversuche in Sekunden | Zeiten aller Lösungsversuche in Sekunden | Zeiten aller Lösungsversuche in Sekunden |
| ----- | ----------------- | ----------------------------- | ---------------------------------------- | ---------------------------------------- | ---------------------------------------- | ---------------------------------------- | ---------------------------------------- |
| 1.    | Feliks Zemdegs    | 14,19                         | 12,16                                    | 13,09                                    | 14,55                                    | 17,71                                    | 14,92                                    |
| 2.    | Michał Pleskowicz | 14,27                         | 12,39                                    | 17,17                                    | 12,55                                    | 15,12                                    | 15,14                                    |
| 3.    | Weston Mizumoto   | 15,33                         | 18,59                                    | 15,79                                    | 12,15                                    | 14,33                                    | 15,86                                    |

### Clock
| Platz | Teilnehmer      | Durchschnittszeit in Sekunden | Zeiten aller Lösungsversuche in Sekunden | Zeiten aller Lösungsversuche in Sekunden | Zeiten aller Lösungsversuche in Sekunden | Zeiten aller Lösungsversuche in Sekunden | Zeiten aller Lösungsversuche in Sekunden |
| ----- | --------------- | ----------------------------- | ---------------------------------------- | ---------------------------------------- | ---------------------------------------- | ---------------------------------------- | ---------------------------------------- |
| 1.    | Deven Nadudvari | 7,92                          | 7,19                                     | 7,82                                     | 7,70                                     | 8,25                                     | DNF                                      |
| 2.    | Evan Liu        | 7,93                          | 10,04                                    | 8,46                                     | 6,16                                     | 7,46                                     | 7,87                                     |
| 3.    | Daniel Sheppard | 8,39                          | 7,15                                     | 8,19                                     | 9,12                                     | 8,02                                     | 8,96                                     |

### Megaminx
| Platz | Teilnehmer     | Durchschnittszeit in Sekunden | Zeiten aller Lösungsversuche in Minuten:Sekunden | Zeiten aller Lösungsversuche in Minuten:Sekunden | Zeiten aller Lösungsversuche in Minuten:Sekunden | Zeiten aller Lösungsversuche in Minuten:Sekunden | Zeiten aller Lösungsversuche in Minuten:Sekunden |
| ----- | -------------- | ----------------------------- | ------------------------------------------------ | ------------------------------------------------ | ------------------------------------------------ | ------------------------------------------------ | ------------------------------------------------ |
| 1.    | Simon Westlund | 51,31                         | 49,28                                            | 53,15                                            | 52,02                                            | 49,47                                            | 52,43                                            |
| 2.    | Louis Cormier  | 53,60                         | 1:00,28                                          | 52,24                                            | 54,40                                            | 49,17                                            | 54,16                                            |
| 3.    | Chris Wall     | 53,60                         | 54,92                                            | 57,41                                            | 51,38                                            | 53,42                                            | 52,47                                            |

### Pyraminx
| Platz | Teilnehmer          | Durchschnittszeit in Sekunden | Zeiten aller Lösungsversuche in Sekunden | Zeiten aller Lösungsversuche in Sekunden | Zeiten aller Lösungsversuche in Sekunden | Zeiten aller Lösungsversuche in Sekunden | Zeiten aller Lösungsversuche in Sekunden |
| ----- | ------------------- | ----------------------------- | ---------------------------------------- | ---------------------------------------- | ---------------------------------------- | ---------------------------------------- | ---------------------------------------- |
| 1.    | Drew Brads          | 3,16                          | 2,61                                     | 3,55                                     | 3,33                                     | 3,19                                     | 2,95                                     |
| 2.    | Oscar Roth Andersen | 3,93                          | 3,73                                     | 5,15                                     | 5,32                                     | 2,91                                     | 2,85                                     |
| 3.    | Daniel Wu           | 4,57                          | 4,41                                     | 5,32                                     | 6,26                                     | 3,99                                     | 3,79                                     |

### Square-1
| Platz | Teilnehmer     | Durchschnittszeit in Sekunden | Zeiten aller Lösungsversuche in Sekunden | Zeiten aller Lösungsversuche in Sekunden | Zeiten aller Lösungsversuche in Sekunden | Zeiten aller Lösungsversuche in Sekunden | Zeiten aller Lösungsversuche in Sekunden |
| ----- | -------------- | ----------------------------- | ---------------------------------------- | ---------------------------------------- | ---------------------------------------- | ---------------------------------------- | ---------------------------------------- |
| 1.    | Ruzhen Ye      | 13,62                         | 15,01                                    | 14,79                                    | 13,22                                    | 11,86                                    | 12,85                                    |
| 2.    | Nathan Dwyer   | 14,79                         | 12,75                                    | 27,73                                    | 12,64                                    | 16,59                                    | 15,02                                    |
| 3.    | Michał Halczuk | 15,53                         | 13,25                                    | 17,14                                    | 16,55                                    | 13,43                                    | 16,61                                    |

### 4×4×4 Blind
| Platz | Teilnehmer      | Zeiten aller Lösungsversuche in Minuten:Sekunden | Zeiten aller Lösungsversuche in Minuten:Sekunden | Zeiten aller Lösungsversuche in Minuten:Sekunden |
| ----- | --------------- | ------------------------------------------------ | ------------------------------------------------ | ------------------------------------------------ |
| 1.    | Marcell Endrey  | 3:11,49                                          | 2:33,04                                          | DNF                                              |
| 2.    | Marcin Zalewski | DNF                                              | DNF                                              | 3:46,06                                          |
| 3.    | Noah Arthurs    | DNF                                              | 4:01,85                                          | DNF                                              |

### 5×5×5 Blind
| Platz | Teilnehmer     | Durchschnittszeit in Minuten:Sekunden | Zeiten aller Lösungsversuche in Minuten:Sekunden | Zeiten aller Lösungsversuche in Minuten:Sekunden | Zeiten aller Lösungsversuche in Minuten:Sekunden |
| ----- | -------------- | ------------------------------------- | ------------------------------------------------ | ------------------------------------------------ | ------------------------------------------------ |
| 1.    | Marcell Endrey | 7:05,77                               | 8:04,53                                          | 7:06,38                                          | 6:06,41                                          |
| 2.    | Zane Carney    | DNF                                   | 15:04,00                                         | 8:26,37                                          | DNF                                              |
| 3.    | Julian David   | DNF                                   | 14:17,00                                         | DNF                                              | DNS                                              |

### 3×3×3 Multi-Blind
| Platz | Teilnehmer     | Ergebnisse (Zeit in Stunden:Minuten:Sekunden) | Ergebnisse (Zeit in Stunden:Minuten:Sekunden) |
| ----- | -------------- | --------------------------------------------- | --------------------------------------------- |
| 1.    | Marcell Endrey | 6/7 13:56                                     | 25/26 58:16                                   |
| 2.    | Tim Wong       | 18/23 56:03                                   | 20/23 57:51                                   |
| 3.    | Noah Arthurs   | 18/19 59:47                                   | 11/20 1:00:00                                 |

### 3×3×3 mit Füßen
| Platz | Teilnehmer          | Durchschnittszeit in Sekunden | Zeiten aller Lösungsversuche in Sekunden | Zeiten aller Lösungsversuche in Sekunden | Zeiten aller Lösungsversuche in Sekunden |
| ----- | ------------------- | ----------------------------- | ---------------------------------------- | ---------------------------------------- | ---------------------------------------- |
| 1.    | Jakub Kipa          | 38,22                         | 37,79                                    | 43,28                                    | 33,60                                    |
| 2.    | Henrik Buus Aagaard | 42,76                         | 36,34                                    | 47,63                                    | 44,31                                    |
| 3.    | Louis Cormier       | 48,10                         | 39,00                                    | 59,97                                    | 45,33                                    |